# Vidå
Die Vidå (deutsch Wiedau, nordfriesisch: Widuu, jütisch æ Virå) ist ein 69 km langer Fluss in der Region Syddanmark im äußersten Süden Dänemarks. Nach ihr wurde die Wiedingharde benannt.

## Namensherkunft
Das Gewässer wurde 1648 als Wiedau erstmals schriftlich erwähnt. Als Oikonym erscheint der Name bereits 1240 als Withæ. Er leitet sich möglicherweise von den germanischen Wörtern *wīda- „weit“ und *ahwō „Wasser“ (*Wīda(h)wō) ab. Denkbar wäre auch ein Zusammenhang mit dem indogermanischen Präsensstamm *u̯eih1-d- „gehen, gerade Richtung nehmen“.

## Flusslauf
Die Vidå entsteht rund 4 km östlich von Tønder im Südwesten des Königreichs aus der Vereinigung von Arnå und Hvirlå und fließt südwestwärts über Tønder in Richtung der dänisch-deutschen Grenze, ohne diese jedoch zu berühren, weil sie zwischen Ubjerg und Rudbøl sowie Aventoft und Rodenäs meist einige hundert, teils jedoch nur wenige Meter nördlich der Grenze verläuft und dabei westwärts fließt. Den Ruttebüller See durchfließend, durch den die Grenze beider Staaten verläuft, wendet sie sich nach Højer, um dann westlich der Stadt ausgebaut zum 2,4 km langen Højer-Kanal in die Nordsee zu münden.
Mit ihrem längsten Quellfluss Arnå ist die knapp 30 km lange Vidå 69 km lang.

## Flusslandschaft
Die Vidå durchfließt die Auen, die sich nördlich und südlich der dänisch-deutschen Grenze ausbreiten und teils noch recht natürlich belassen sind. Sie ist wichtig zur Entwässerung von Marsch und Geest. So sind etliche Schöpfwerke an den Fluss angeschlossen. Um Überflutungen zu vermeiden, ist sie im tiefliegenden Marschland eingedeicht. Wegen langer Sturmphasen von der Nordsee, die den Fluss stauten, weil die Schleusen im Seedeich nicht geöffnet werden konnten, wurde bei Højer ein großes Gebiet als Staufläche geschaffen. Dort befindet sich ein großes Naturschutzgebiet für rastende durchziehende Vogelschwärme (Gänse und andere).
Der Maler Emil Nolde wurde im Ortsteil Nolde von Burkal nahe der Quelle geboren und die Flusslandschaft der Vidå blieb bis zu seinem Tode in Seebüll seine Heimat.

## Politische Geschichte
Bis zum Deutsch-Dänischen Krieg 1864 befand sich die Wiedau auf dem Territorium des Herzogtum Schleswig, das ein Lehen des Königreichs Dänemark gewesen war. Der dänische König trat in Schleswig somit sowohl als König (Lehnsherr) als auch als Herzog (Vasall) auf. Mit dem Vertrag von Gastein von 1865 kam Schleswig zu Preußen. Seit 1867 lag die Wiedau innerhalb der Provinz Schleswig-Holstein. Nach dem Ersten Weltkrieg kam es in Nordschleswig und in Teilen Südschleswigs 1920 zu einer Volksabstimmung. Das Ergebnis der Abstimmung führte zu einer neuen Festlegung der Staatsgrenze zwischen Dänemark und Deutschland. Seit dieser Zeit wird der Unterlauf der Vidå gelegentlich, jedoch unzutreffend, als Grenzfluss zwischen den beiden Staaten bezeichnet. Bis zur dänischen Strukturreform 2007 lag der Fluss im Sønderjyllands Amt, dem ehemaligen Nordschleswig.
Zugleich bildet die Wiedau/Vidå die Nordgrenze des nordfriesischen Besiedlungs- und Sprachgebietes.